# Doc NYC
Doc NYC is een jaarlijks documentaire-filmfestival dat plaatsvindt in New York. Het is het grootste documentairefestival van de Verenigde Staten en werd in 2010 opgericht door Thom Powers en Raphaela Neihausen. Doc NYC geldt als Oscar-kwalificerend festival in de categorie korte documentaire.